# Crossy Road
Crossy Road (досл.: «Перекрестная дорога») — видеоигра в жанре аркады и бесконечного раннера, разработанная и изданная австралийской компанией Hipster Whale и выпущенная 20 ноября 2014 года. Название и концепция игры обыгрывают извечную шутку «Зачем курица перешла дорогу?». Crossy Road также была описана как бесконечная версия Frogger.

## Игровой процесс
Цель игры — провести персонажа по бесконечному пути из статичных и движущихся препятствий как можно дальше, не погибнув. По умолчанию персонаж — курица, которая должна пересечь ряд оживлённых дорог, рек и железнодорожных путей, но есть сотни других персонажей, и в зависимости от персонажа меняется локация, а также препятствия. Например, когда вы играете за Астронавта, локацией является космос, а препятствия включают астероиды.
В оригинальной мобильной версии игрок должен подпрыгнуть, чтобы пойти вперед, или провести пальцем по экрану в соответствующем направлении, чтобы переместить персонажа по горизонтали или назад. Некоторые персонажи могут быть разблокированы только за наличные или внутриигровую валюту.
В дополнение к обычным персонажам существует ряд специальных. Например, в версии для Android есть персонаж Android Robot, основанный на логотипе операционной системы Android. Среди других персонажей — Doge, Арчи Эндрюс, Dark Lord и #thedress — женский персонаж в одноименном платье. В игре также есть различные отсылки к играм и поп-культуре, такие как Forget-Me-Not и Эмо Гусь, озвученный Филом Лестером.
Игрок может собирать монеты — внутриигровую валюту, характеризующуюся золотисто-желтым цветом, квадратной формой и красной буквой C в центре, путём сбора во время игрового процесса, просмотра рекламы, выполнения заданий, сбора бесплатного подарка, выдаваемого каждые несколько часов, и использования реальной валюты для их покупки в различных количествах. Количество монет отображается в правом верхнем углу экрана. 100 монет можно использовать для получения шанса на нового персонажа из лотерейного автомата. Если игрок владеет талисманом Piggy Bank, в игру добавляются красные монеты стоимостью пять монет каждая, а монеты, полученные за бесплатные подарки или просмотр рекламы — удваиваются.

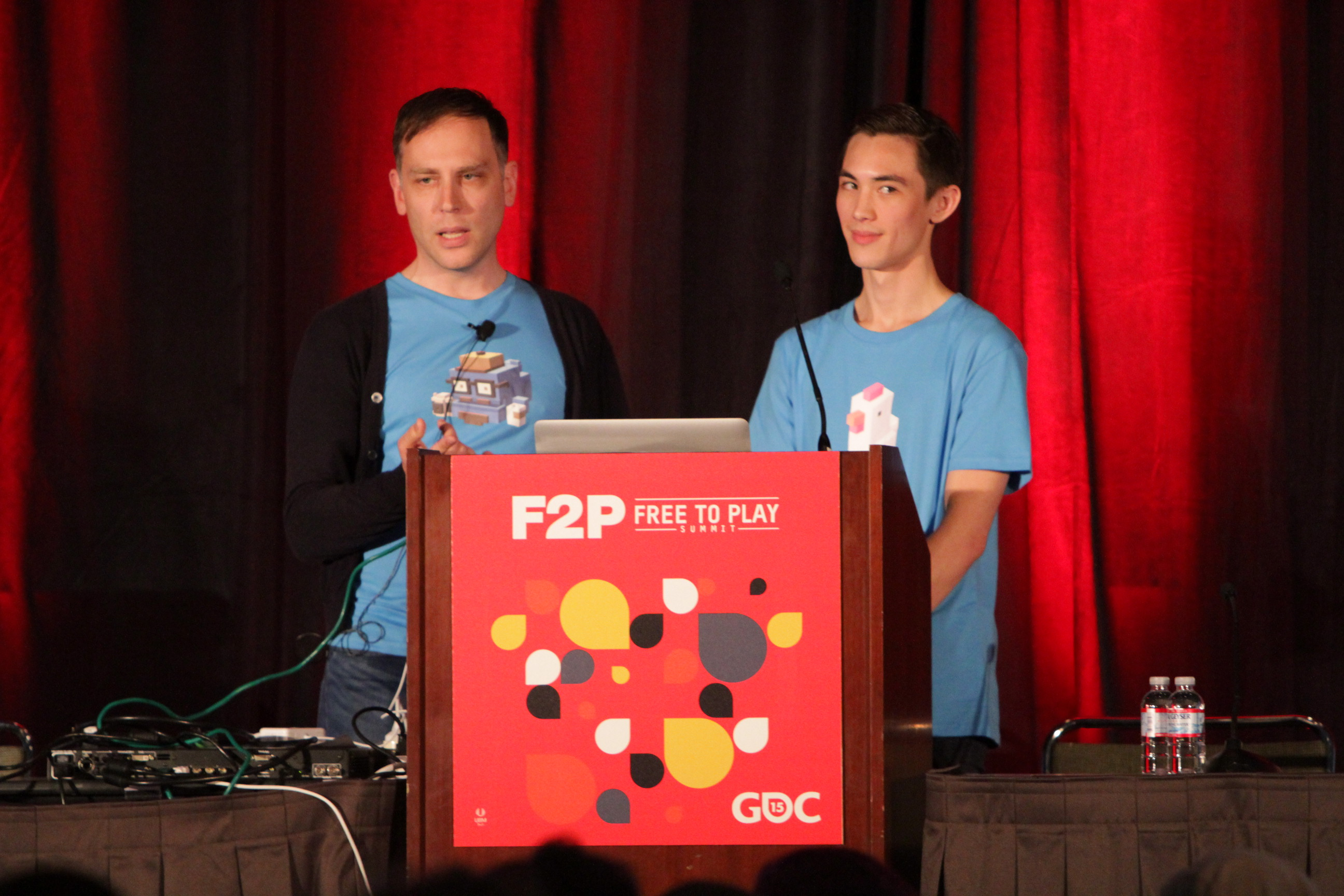
Основатели Hipster Whale Мэтт Холл и Энди Сум на мероприятии Game Developers Conference.

## Разработка
Изначально разработчики планировали потратить на разработку игры всего шесть недель, но потом осознали её потенциал и посвятили завершению ещё столько же времени. Модель free-to-play игры была основана на модели Dota 2.
Большое влияние на команду оказал успех игры Flappy Bird. Разработчик Мэтт Холл отметил, что «в то время люди действительно хотели играть в игры с целью набора очков, они рассказывали об этом людям, и у них была прекрасная возможность». В итоге Холл решил объединить игру с целью набора очков с Frogger. Среди других игр, повлиявших на появление Crossy Road были Temple Run, Subway Surfers, Disco Zoo, Skylanders, Tiny Wings и Fez. Художественный стиль игры был создан Беном Уэзероллом.
В версию Crossy Road для Android TV можно играть только с помощью игрового контроллера.

## Восприятие
Игра стала номинантом на «Игру года 2014» на Австралийской премии разработчиков игр. Crossy Road получила в целом положительные отзывы: Metacritic поставил игре 88/100 баллов, TouchArcade — 5/5 звезд, BigBoomBoom.com — 5/5 звезд, Gamezebo Gaming — 4,5/5 звезд, а Apple N' Apps — 4/5 баллов. Polygon сравнил её с обновленным вариантом Frogger, а Time назвал игру — смесью Frogger и Flappy Bird. На конференции разработчиков Apple WWDC 2015 Crossy Road стала одним из победителей премии Apple Design Awards 2015.
Через три месяца после первоначального релиза, игра заработала более 10 млн долларов США и была загружена пользователями более 50 млн раз.

## Спин-оффы

### Disney Crossy Road
В 2016 году компании Hipster Whale и Disney Interactive Studios выпустили спин-офф видеоигры под названием Disney Crossy Road на устройствах iOS, Android, Windows Phone, Windows 8.1 и Windows 10. В ней представлены диснеевские персонажи, такие как Микки Маус и Дональд Дак, а также некоторые персонажи из многочисленных диснеевских франшиз, таких как Зверополис, Город героев, Король Лев, Моана, История игрушек и Головоломка. На момент релиза в игре было представлено более 100 персонажей.
Сервера Disney Crossy Road были закрыты 12 марта 2020 года, а до того игра пропала из магазинов приложений. Таким образом, совершить онлайн-покупки в игре более невозможно, но на общей работоспособности игры это не сказалось.

### Crossy Road Castle
Crossy Road Castle — бесконечный кооперативный платформер, который является продолжением Crossy Road, доступный только на онлайн-платформе Apple Arcade. Игра поддерживает до четырёх игроков, и в неё можно играть как с помощью сенсорного управления, так и с помощью контроллера. Игроки оказываются в процедурно генерируемой башне, состоящей из нескольких уровней, и должны работать вместе, чтобы добраться до выхода.

### CroXZy Road
С разрешения Hipster Whale Боб Смит переписал Crossy Road для ZX81, 8-битного компьютера из 1980-х годов. По словам Боба, одна из причин портирования игры — «доказать, что существуют замечательные современные игровые идеи, которые не полагаются на потрясающую графику или огромную вычислительную мощность и могут так же хорошо работать на гораздо более старых машинах». Версия для ZX81 была выпущена в 2015 году.